# UFC on ESPN: Мачадо Гэрри vs. Пратес
UFC Fight Night: Machado Garry vs. Prates (также известный как UFC on ESPN 66) — турнир по смешанным единоборствам, организованный Ultimate Fighting Championship, который был проведён 26 апреля 2025 года на арене «T-Mobile Center» в городе Канзас-Сити, штат Миссури, США.

## Подготовка турнира
Мероприятие стало третьим турниром организации в Канзас-Сити, где в последний раз проводился турнир UFC on ESPN: Холлоуэй vs. Аллен в апреле 2023 года.

### Главные события турнира
Изначально в качестве заглавного события турнира был запланирован бой в полутяжёлом весе, в котором должны были встретиться бывший чемпион UFC в полутяжёлом весе Джамаал Хилл (#4 в рейтинге) и бывший претендент на титул чемпиона UFC в полутяжёлом весе Халил Раунтри (#7 в рейтинге). Однако, 1 апреля стало известно, что бой отменен, поскольку Хилл снялся из-за травмы ноги. Новым заглавным событием турнира был назначен бой в полусреднем весе, в котором встретились ирландец Иэн Гэрри (#7 в рейтинге) и бразилец Карлус Пратес (#13 в рейтинге), у которого двумя неделями ранее был назначен и сорвался бой на турнире UFC 314 из-за травмы соперника.
| Заглавное событие — Полусредний вес | Заглавное событие — Полусредний вес | Заглавное событие — Полусредний вес |
| --- | --- | ----------------------------------- |
| Иэн Мачадо Гэрри | | Карлус Пратес                       |
| IAN DAVID MACHADO GARRY «The Future» (Будущее) 27 лет (17.11.1997) Рост 191 см, размах рук 188 см, вес 77,6 кг Гражданство: / Происхождение: Место рождения: Портмарнок, Фингал, Ирландия Представляет: Дублин, Ирландия / Куритиба, Парана, Бразилия «Chute Boxe Diego Lima» / «Bangtao Muay Thai & MMA» Дебют в UFC - 06.11.2021 (с рекордом 7-0) Бонус "Performance of the Night" (1) Чемпион Cage Warriors FC в полусреднем весе (2021) | CARLOS AUGUSTO MONTEIRO PRATES «The Nightmare» (Ночной кошмар) 31 год (17.08.1993) Рост 185 см, размах рук 198 см, вес 77,3 кг Гражданство: Происхождение: Место рождения: Туабате, Сан-Паулу, Бразилия Представляет: Туабате, Сан-Паулу, Бразилия «Fighting Nerds» / «Vale Top Team» Дебют в UFC - 10.02.2024 (с рекордом 17-6) Бонус "Performance of the Night" (4) Чемпион Standout Fighting Tournament в полусреднем весе (2022) |                                     |
| Последние бои: 07.12.2024, Шавкат Рахмонов (#3), UDEC 29.06.2024, Майкл Пейдж (#14), UDEC 17.02.2024, Джефф Нил (#8), SDEC 19.08.2023, Нил Магни (#11), UDEC 13.05.2023, Дэниел Родригес, TKO1 | Последние бои: KO1, Нил Магни (#15), 09.11.2024 KO2, Ли Цзинлян, 17.08.2024 KO1, Чарльз Радтке, 08.06.2024 KO2, Тревин Джайлз, 10.02.2024 (дебют в UFC) TKO2, Митч Рамирес, 29.07.2023 (DWCS 2023) |                                     |

### Изменения карда турнира
Бой в полулегком весе между Гигой Чикадзе и Дэвидом Онамой изначально планировался к проведению на турнире UFC on ESPN 64. Однако по неизвестным причинам бой был перенесен на этот турнир.
Ожидается, что на турнире состоится бой в среднем весе между Икрамом Алискеровым и Андре Мунисом. Первоначально этот бой планировался на UFC on ESPN: Перес vs. Таира в июне 2024 года, но тогда Мунис снялся с боя после того, как получил перелом стопы. Впоследствии бой был перенесен на UFC Fight Night: Адесанья vs. Имавов в феврале 2025 года. Однако бой был снова отменен, поскольку у Муниса и его команды возникли проблемы с визами, поэтому бой был перенесен на этот турнир.
Бой в легчайшем весе между Крисом Гутьерресом и Джоном Кастаньедой был изначально запланирован к проведению на турнире UFC 313 в марте. Тем не менее бой в последний момент был отменён из-за нераскрытой болезни у Кастаньеды и впоследствии перенесён на этот турнир.
При подготовке турнира были запланированы, но впоследствии отменены следующие поединки:
- Бой в лёгком весе, в котором должны были встретиться Митч Рамирес и дебютант организации Ахмад Хассанзада[11]. Рамирес выбыл из-за травмы и его заменил Эван Элдер[12]. В свою очередь, за неделю до турнира Хассанзада был отстранен от участия после ареста по обвинению в сексуальном насилии и заменен другим новичком Гейджем Янгом[13].

### Анонсированные бои
| Бой | Весовая категория    | Участники боёв и их статистика перед боем (рекорд ММА / рекорд UFC / серия) | Участники боёв и их статистика перед боем (рекорд ММА / рекорд UFC / серия) | Участники боёв и их статистика перед боем (рекорд ММА / рекорд UFC / серия) | Участники боёв и их статистика перед боем (рекорд ММА / рекорд UFC / серия) | Участники боёв и их статистика перед боем (рекорд ММА / рекорд UFC / серия) | Участники боёв и их статистика перед боем (рекорд ММА / рекорд UFC / серия) | Участники боёв и их статистика перед боем (рекорд ММА / рекорд UFC / серия) | Участники боёв и их статистика перед боем (рекорд ММА / рекорд UFC / серия) | Участники боёв и их статистика перед боем (рекорд ММА / рекорд UFC / серия) | Участники боёв и их статистика перед боем (рекорд ММА / рекорд UFC / серия) | Участники боёв и их статистика перед боем (рекорд ММА / рекорд UFC / серия) | Участники боёв и их статистика перед боем (рекорд ММА / рекорд UFC / серия) |
| |                      | Главный кард (Main Card, ESPN2/ESPN+)                                       |                                                                             |                                                                             |                                                                             |                                                                             |                                                                             |                                                                             |                                                                             |                                                                             |                                                                             |                                                                             |                                                                             |
| 1 | Полусредний вес      | Иэн Гэрри (Ian Garry)                                                       | #7 (6)                                                                      | 15-1                                                                        | 8-1                                                                         | -1                                                                          | vs.                                                                         | Карлус Пратес (Carlos Prates)                                               | #13, CS                                                                     | 21-6                                                                        | 4-0                                                                         | +11                                                                         | [ 14 ]                                                                      |
| 2 | Полутяжёлый вес      | Энтони Смит (Anthony Smith)                                                 | #15 (2)                                                                     | 37-21                                                                       | 13-11                                                                       | -2                                                                          | vs.                                                                         | Чжан Минъян (Zhang Mingyang)                                                | R2U                                                                         | 18-6                                                                        | 2-0                                                                         | +11                                                                         | [ 15 ]                                                                      |
| 3 | Полулёгкий вес       | Гига Чикадзе (Giga Chikadze)                                                | #12 (7), CS                                                                 | 15-4                                                                        | 8-2                                                                         | -1                                                                          | vs.                                                                         | Дэвид Онама (David Onama)                                                   |                                                                             | 13-2                                                                        | 5-2                                                                         | +3                                                                          | [ 16 ]                                                                      |
| 4 | Средний вес          | Мишел Перейра (Michel Pereira)                                              | #14 (13)                                                                    | 31-12 (2)                                                                   | 9-3                                                                         | -1                                                                          | vs.                                                                         | Абусупьян Магомедов (Abus Magomedov)                                        |                                                                             | 27-6-1                                                                      | 3-2                                                                         | +2                                                                          | [ 17 ]                                                                      |
| 5 | Полусредний вес      | Рэнди Браун (Randy Brown)                                                   |                                                                             | 19-6                                                                        | 13-6                                                                        | -1                                                                          | vs.                                                                         | Николас Дальбю (Nicolas Dalby)                                              |                                                                             | 23-5-1 (2)                                                                  | 7-4-1 (1)                                                                   | -1                                                                          | [ 18 ]                                                                      |
| 6 | Средний вес          | Икрам Алискеров (Ikram Aliskerov)                                           | CS                                                                          | 15-2                                                                        | 2-1                                                                         | -1                                                                          | vs.                                                                         | Андре Мунис (Andre Muniz)                                                   | exT(10), CS                                                                 | 24-6                                                                        | 6-2                                                                         | +1                                                                          | [ 19 ]                                                                      |
| |                      | Предварительный кард (Prelims, ESPN+)                                       |                                                                             |                                                                             |                                                                             |                                                                             |                                                                             |                                                                             |                                                                             |                                                                             |                                                                             |                                                                             |                                                                             |
| 7 | Наилегчайший вес     | Мэтт Шнелл (Matt Schnell)                                                   | exT(7), TUF                                                                 | 16-9 (1)                                                                    | 6-7 (1)                                                                     | -3                                                                          | vs.                                                                         | Джимми Флик (Jimmy Flick)                                                   | CS                                                                          | 17-8                                                                        | 2-3                                                                         | -1                                                                          | [ 20 ]                                                                      |
| 8 | Лёгкий вес           | Эван Элдер (Evan Elder)                                                     |                                                                             | 9-2                                                                         | 2-2                                                                         | +2                                                                          | vs.                                                                         | Гейдж Янг (Gauge Young)▲                                                    | д, CS                                                                       | 9-2                                                                         | -                                                                           | +1                                                                          | [ 21 ]                                                                      |
| 9 | Легчайший вес        | Крис Гутьеррес (Chris Gutierrez)                                            | exT(12)                                                                     | 21-5-2                                                                      | 9-3-1                                                                       | +1                                                                          | vs.                                                                         | Джон Кастаньеда (John Castañeda)                                            | CS                                                                          | 21-7                                                                        | 4-3                                                                         | -1                                                                          | [ 22 ]                                                                      |
| 10 | Легчайший вес        | Дамон Блэкшир (Da’Mon Blackshear)                                           |                                                                             | 16-7-1                                                                      | 4-3-1                                                                       | +2                                                                          | vs.                                                                         | Хэйли Алатэн (Alatengheili)                                                 |                                                                             | 17-9-2                                                                      | 5-2-1                                                                       | +1                                                                          | [ 23 ]                                                                      |
| 11 | Легчайший вес        | Малкольм Уэллмейкер (Malcolm Wellmaker)                                     | д, CS                                                                       | 8-0                                                                         | -                                                                           | +8                                                                          | vs.                                                                         | Кэмерон Саайман (Cameron Saaiman)                                           | CS                                                                          | 9-2                                                                         | 3-2                                                                         | -2                                                                          | [ 24 ]                                                                      |
| 12 | Жен. минимальный вес | Жаклин Аморим (Jaqueline Amorim)                                            |                                                                             | 9-1                                                                         | 3-1                                                                         | +3                                                                          | vs.                                                                         | Полиана Виана (Polyana Viana)                                               | exT(15)                                                                     | 13-7                                                                        | 4-6                                                                         | -2                                                                          | [ 25 ]                                                                      |
| 13 | Полулёгкий вес       | Тимоти Куамба (Timmy Cuamba)                                                | CS                                                                          | 8-3                                                                         | 0-2                                                                         | -2                                                                          | vs.                                                                         | Роберто Ромеро (Roberto Romero)                                             |                                                                             | 8-4-1                                                                       | 0-1                                                                         | -1                                                                          | [ 26 ]                                                                      |
| 14 | Жен. легчайший вес   | Челси Чендлер (Chelsea Chandler)                                            | #14 (13)                                                                    | 6-3                                                                         | 2-2                                                                         | -1                                                                          | vs.                                                                         | Хоселин Эдвард (Joselyne Edwards)                                           | exT(15)                                                                     | 14-6                                                                        | 5-4                                                                         | +1                                                                          | [ 27 ]                                                                      |
| |                      | Отменённые бои                                                              |                                                                             |                                                                             |                                                                             |                                                                             |                                                                             |                                                                             |                                                                             |                                                                             |                                                                             |                                                                             |                                                                             |
| | Полутяжёлый вес      | Джамаал Хилл (Jamahal Hill)▼                                                | #4, exЧ, CS                                                                 | 12-3 (1)                                                                    | 6-3 (1)                                                                     | -2                                                                          | vs.                                                                         | Халил Раунтри (Khalil Rountree Jr.)                                         | #7 (6), exП, TUF                                                            | 13-6 (1)                                                                    | 9-6 (1)                                                                     | -1                                                                          | [ 28 ]                                                                      |
| | Лёгкий вес           | Митч Рамирес (Mitch Ramirez)▼                                               | CS                                                                          | 8-2                                                                         | 0-1                                                                         | -1                                                                          | vs.                                                                         | Ахмад Хассанзада (Ahmad Hassanzada)                                         | д, CS                                                                       | 12-3                                                                        | -                                                                           | +3                                                                          | [ 29 ]                                                                      |
| | Лёгкий вес           | Эван Элдер (Evan Elder)▲                                                    |                                                                             | 9-2                                                                         | 2-2                                                                         | +2                                                                          | vs.                                                                         | Ахмад Хассанзада (Ahmad Hassanzada)▼                                        | д, CS                                                                       | 12-3                                                                        | -                                                                           | +3                                                                          | [ 30 ]                                                                      |
| Условные обозначения: #5 (1) — текущее (лучшее) место бойца в рейтинге, exЧ(В) — бывший чемпион (временный), exП(В) — бывший претендент на титул чемпиона (временного), exТ(3) — боец входил в рейтинг Топ-15 (лучшее место в рейтинге), д — дебютант, CS — боец участвовал в Претендентской серии Дэйны Уайта, R2U — боец участвовал в шоу Road To UFC, TUF — боец участвовал в шоу The Ultimate Fighter, TUFW — боец являлся победителем The Ultimate Fighter, WEC/SF — боец выступал в WEC или Strikeforce до объединения этих организаций с UFC. |                      |                                                                             |                                                                             |                                                                             |                                                                             |                                                                             |                                                                             |                                                                             |                                                                             |                                                                             |                                                                             |                                                                             |                                                                             |

## Церемония взвешивания
Результаты официальной церемонии взвешивания бойцов перед турниром.
| Весовая категория и допустимый лимит в фунтах | Весовая категория и допустимый лимит в фунтах | Участники боёв и их вес в фунтах | Участники боёв и их вес в фунтах | Участники боёв и их вес в фунтах | Участники боёв и их вес в фунтах |
| --------------------------------------------- | --------------------------------------------- | -------------------------------- | -------------------------------- | -------------------------------- | -------------------------------- |
| Полусредний вес                               | 170 (+1)                                      | Иэн Гэрри                        | 171                              | Карлус Пратес                    | 170                              |
| Полутяжёлый вес                               | 205 (+1)                                      | Энтони Смит                      | 206                              | Чжан Минъян                      | 206                              |
| Полулёгкий вес                                | 145 (+1)                                      | Гига Чикадзе                     | 147 *                            | Дэвид Онама                      | 146                              |
| Средний вес                                   | 185 (+1)                                      | Мишел Перейра                    | 186                              | Абусупьян Магомедов              | 185,5                            |
| Полусредний вес                               | 170 (+1)                                      | Рэнди Браун                      | 171                              | Николас Дальбю                   | 171                              |
| Средний вес                                   | 185 (+1)                                      | Икрам Алискеров                  | 185,5                            | Андре Мунис                      | 185,5                            |
| Наилегчайший вес                              | 125 (+1)                                      | Мэтт Шнелл                       | 126                              | Джимми Флик                      | 126                              |
| Лёгкий вес                                    | 155 (+1)                                      | Эван Элдер                       | 156                              | Гейдж Янг                        | 156                              |
| Легчайший вес                                 | 135 (+1)                                      | Крис Гутьеррес                   | 146                              | Джон Кастаньеда                  | 146                              |
| Легчайший вес                                 | 135 (+1)                                      | Дамон Блэкшир                    | 135,5                            | Хэйли Алатэн                     | 136                              |
| Легчайший вес                                 | 135 (+1)                                      | Малкольм Уэллмейкер              | 135                              | Кэмерон Саайман                  | 135                              |
| Минимальный вес (женщины)                     | 115 (+1)                                      | Жаклин Аморим                    | 116                              | Полиана Виана                    | 115,5                            |
| Полулёгкий вес                                | 145 (+1)                                      | Тимоти Куамба                    | 146                              | Роберто Ромеро                   | 145                              |
| Легчайший вес (женщины)                       | 135 (+1)                                      | Челси Чендлер                    | 134                              | Хоселин Эдвард                   | 136                              |

[*] Гига Чикадзе не смог уложиться в лимит полулёгкой весовой категории и будет оштрафован на 20 % от своего гонорара в пользу соперника.

## Результаты турнира
В главном бою вечера Иэн Гэрри победил Карлуса Пратеса единогласным решением судей.
| Статистика поединка: | Статистика поединка: | Статистика поединка:                          | Статистика поединка:                          | Статистика поединка: | Статистика поединка: | Статистика поединка: | Статистика поединка: | Статистика поединка: | Статистика поединка: | Статистика поединка: | Статистика поединка: | Статистика поединка: | Статистика поединка: | Статистика поединка: | Статистика поединка: | Статистика поединка: | Статистика поединка: | Статистика поединка: |
| Участник             | Нокдауны             | Акцентрованные удары (по цели/всего/точность) | Акцентрованные удары (по цели/всего/точность) | По раундам           | По раундам           | По раундам           | По раундам           | По раундам           | По цели              | По цели              | По цели              | По позиции           | По позиции           | По позиции           | Тейкдауны            | Тейкдауны            | Контроль             | Попытка приема       |
| Участник             | Нокдауны             | Акцентрованные удары (по цели/всего/точность) | Акцентрованные удары (по цели/всего/точность) | 1Р                   | 2Р                   | 3Р                   | 4Р                   | 5Р                   | Голова               | Корпус               | Ноги                 | Дистанция            | Клинч                | Партер               | Тейкдауны            | Тейкдауны            | Контроль             | Попытка приема       |
| -------------------- | -------------------- | --------------------------------------------- | --------------------------------------------- | -------------------- | -------------------- | -------------------- | -------------------- | -------------------- | -------------------- | -------------------- | -------------------- | -------------------- | -------------------- | -------------------- | -------------------- | -------------------- | -------------------- | -------------------- |
| Иэн Гэрри            | 0                    | 126/242                                       | 52 %                                          | 15/39                | 34/68                | 26/52                | 23/42                | 28/41                | 86/185               | 17/28                | 23/29                | 120/231              | 2/6                  | 4/5                  | 4/19                 | 21 %                 | 3:09                 | 0                    |
| Карлус Пратес        | 0                    | 63/129                                        | 48 %                                          | 7/16                 | 12/22                | 10/20                | 12/33                | 22/38                | 38/97                | 16/21                | 9/11                 | 50/114               | 1/2                  | 12/13                | 0                    | -                    | 1:46                 | 0                    |

| Бой    | Весовая категория        | Результат боя        | Результат боя       | Результат боя | Результат боя | Результат боя | Результат боя   | Результат боя | Способ победы                                                   | Раунд | Время | Рефери в ринге  |
|        |                          | Главный кард         |                     |               |               |               |                 |               |                                                                 |       |       |                 |
| Бой 14 | Полусредний вес          |                      | Иэн Гэрри           | #7            | поб.          |               | Карлус Пратес   | #13           | Единогласное решение (48-47, 48-47, 49-46)                      | 5     | 5:00  | Дэн Мираглиотта |
| Бой 13 | Полутяжёлый вес          |                      | Чжан Минъян         |               | поб.          |               | Энтони Смит     | #15           | Технический нокаут (удары локтями в голову)                     | 1     | 4:03  | Джейсон Херцог  |
| Бой 12 | Промежуточный вес (147)* |                      | Дэвид Онама         |               | поб.          |               | Гига Чикадзе    | #12           | Единогласное решение (29-28, 29-28, 29-28)                      | 3     | 5:00  | Кит Питерсон    |
| Бой 11 | Средний вес              |                      | Абусупьян Магомедов |               | поб.          |               | Мишел Перейра   | #14           | Единогласное решение (30-27, 30-27, 30-27)                      | 3     | 5:00  | Ник Беренс      |
| Бой 10 | Полусредний вес          |                      | Рэнди Браун         |               | поб.          |               | Николас Дальбю  |               | Нокаут (хук справа)                                             | 2     | 1:39  | Кит Питерсон    |
| Бой 9  | Средний вес              |                      | Икрам Алискеров     |               | поб.          |               | Андре Мунис     |               | Технический нокаут (хук слева и добивание)                      | 1     | 4:54  | Джейсон Херцог  |
|        |                          | Предварительный кард |                     |               |               |               |                 |               |                                                                 |       |       |                 |
| Бой 8  | Наилегчайший вес         |                      | Мэтт Шнелл          |               | поб.          |               | Джимми Флик     |               | Единогласное решение (29-28, 29-28, 29-28)                      | 3     | 5:00  | Дэн Мираглиотта |
| Бой 7  | Лёгкий вес               |                      | Эван Элдер          |               | поб.          |               | Гейдж Янг       | д             | Единогласное решение (30-27, 30-27, 30-27)                      | 3     | 5:00  | Ник Беренс      |
| Бой 6  | Легчайший вес            |                      | Крис Гутьеррес      |               | поб.          |               | Джон Кастаньеда |               | Раздельное решение (28-29, 29-28, 29-28)                        | 3     | 5:00  | Кит Питерсон    |
| Бой 5  | Легчайший вес            |                      | Дамон Блэкшир       |               | поб.          |               | Хэйли Алатэн    |               | Единогласное решение (30-27, 30-27, 29-28)                      | 3     | 5:00  | Джейсон Херцог  |
| Бой 4  | Легчайший вес            |                      | Малкольм Уэллмейкер | д             | поб.          |               | Кэмерон Саайман |               | Нокаут (хук справа навстречу)                                   | 1     | 1:59  | Зак Тейберис    |
| Бой 3  | Жен. минимальный вес     |                      | Жаклин Аморим       |               | поб.          |               | Полиана Виана   |               | Сдача, удушающий приём (удушение сзади)                         | 2     | 1:49  | Дэн Мираглиотта |
| Бой 2  | Полулёгкий вес           |                      | Тимоти Куамба       |               | поб.          |               | Роберто Ромеро  |               | Технический нокаут (удар коленом в прыжке в голову и добивание) | 2     | 3:55  | Ник Беренс      |
| Бой 1  | Жен. легчайший вес       |                      | Хоселин Эдвард      |               | поб.          |               | Челси Чендлер   | #14           | Технический нокаут (комбинация из хуков)                        | 1     | 2:31  | Зак Тейберис    |

Официальные судейские карточки турнира.

## Награды
Следующие бойцы были удостоены денежного бонуса в размере $50,000:
- Лучший бой вечера: Рэнди Браун — Николас Дальбю
- Выступление вечера: Чжан Минъян и Малкольм Уэллмейкер

## Последствия турнира
Энтони Смит проводил прощальный бой на турнире и объявил о завершении своей бойцовской карьеры после его окончания.